# Cogliate
Cogliate ist eine norditalienische Gemeinde (comune) mit 8492 Einwohnern (Stand 31. Dezember 2023) in der Provinz Monza und Brianza in der Lombardei. Die Gemeinde liegt etwa 16 Kilometer nordwestlich von Monza und etwa 20 Kilometer nordwestlich von Mailand am Parco delle Groane. Cogliate grenzt unmittelbar an die Provinzen Como und Varese. Durch die Gemeinde fließt die Guisa, die sich mit dem Nirone zur Merlata vereinigt und dann in die Olona fließt.

## Geschichte
Eine frühe Besiedlung in der Antike ist zwar möglich, aber nicht nachgewiesen. Mit der Begründung des Benediktinerklosters di San Dalmazio gewinnt der Ort auch an gewisser Bedeutung, wenn auch nur von kurzer Dauer.

## Persönlichkeiten
- Carlo Minoretti (1861–1938), Erzbischof von Genua